# Actinodaphne paotingensis
Actinodaphne paotingensis Y.C.Yang & P.H.Huang – gatunek rośliny z rodziny wawrzynowatych (Lauraceae Juss.). Występuje naturalnie w południowych Chinach – w prowincji Hajnan. 

## Morfologia
PokrójZimozielony krzew dorastający do 6 m wysokości. Gałęzie są nagie.
LiściePrawie okółkowe, zebrane po 5–7 przy końcu gałęzi. Mają kształt od podłużnego do odwrotnie jajowato lancetowatego. Mierzą 14–21 cm długości oraz 3,5–6,5 cm szerokości. Są mniej lub bardziej owłosione od spodu. Nasada liścia jest klinowa. Blaszka liściowa jest o ostrym wierzchołku. Ogonek liściowy jest owłosiony i dorasta do 1,5–2,5 mm długości.
KwiatySą niepozorne, rozdzielnopłciowe, siedzące, zebrane w baldachy, rozwijają się w kątach pędów. Pojedyncze kwiaty mierzą 7–8 mm średnicy. Kwiaty męskie mają 9–15 pręcików.

## Biologia i ekologia
Roślina dwupienna. Rośnie w widnych. Kwitnie w grudniu.